# Stefan Hedrich
Stefan Hedrich (14. března 1880 – 1. února 1975) byl vysoce vyznamenaný veterán rakouské-uherské armády v první světové válce a pozdější generál Waffen-SS v hodnosti SS-Brigadeführer und Generalmajor der Waffen-SS (Generálmajor) za druhé světové války. Mimo jiné byl držitelem mnoha vojenských vyznamenání včetně Rakouského císařského rytířského kříže Leopoldova řádu s válečnou dekorací a meči nebo železného kříže I. třídy.

## Mládí a počátky vojenské kariéry
Stefan Hedrich se narodil 14. března roku 1880 v rakousko-uherském sedmihradském městě Lechnitz jako syn místního okresního lékaře, Dr. Stefana Hedricha staršího. Měl čtyři bratry a tři sestry.
Jeho otec mu platil soukromého učitele, a tak se mladý Stefan vzdělával doma, avšak pouze pár let, neboť později nastoupil studium na místní gymnáziu v nedaleké Bistritzi. Zde však zůstal pouze do roku 1894, kdy přešel na kadetní školu do Vídně. Tu úspěšně dokončil v polovině srpna roku 1898 a hned poté vstoupil do císařské rakouské-uherské armády jako důstojnický čekatel (Kadettoffizierstellvertreter), kde byl zařazen k císařskému 32. pěšímu pluku (k. u. k. Infanterie Regiment 32 "Maria Theresia") od 28. pěší divize v Laibachu. Zde byl o rok později na podzim povýšen do hodnosti poručíka (Leutnant).
S touto jednotkou sloužil následně Hedrich na různých štábních postech u jejich jednotlivých posádek v Marburgu, Budapešti a v bosenském Mostaru a dosáhl zde k počátku května roku 1905 hodnosti nadporučíka (Oberleutnant). Při službě v Budapešti navštěvoval rovněž tamější vojenskou důstojnickou školu.
Roku 1908 byl Hedrich převelen k císařskému rakousko-uherskému maďarskému 63. pěšímu pluku (Ungarisches Infanterie Regiment "Freiherr von Pitreich" Nr. 63) od 13. horské brigády (13. Gebirgs Brigade), kde sloužil jako mobilizační referent pluku nebo pobočník velitele pluku.
Během srpna roku 1912 byl převelen k oblastnímu vojenskému velitelství v Bistritzi, kde sloužil až do května následujícího roku, kdy byl povýšen do hodnosti kapitána (Hauptmann). Jeho následujícím služebním postem se mu stala funkce pobočníka velitele na jednoroční dobrovolnické vojenské škole, kde byli branci s vyšším vzděláním připravováni na důstojnické povinnosti. Na této škole sloužil rovněž i jako lektor a absolvoval několik výcvikových lyžarských kurzů v Alpách a Karpatech.

## První světová válka
Počátkem roku 1914 byl Hedrich převelen zpět k císařskému 63. pěšímu pluku, kde byl jmenován do funkce velitele 6. roty. S touto jednotkou se následně zúčastnil na přelomu srpna a září bojů proti carské armádě v Haliči (Bitva o Halič).
V květnu následujícího roku se účastnil se svojí 6. rotou bojů o Lvov. V těchto bojích se povedlo rakousko-uherským jednotkám znovudobýt město a Hedrich byl za tyto bojové akce následně vysoce vyznamenán. Následně až do konce července zastával dočasně i funkci velitele praporu a účastní se bojů v Karpatech.
Následně 23. května roku 1915 vystoupila Itálie z trojspolku a vyhlásila tak válku Rakousku-Uherku. Tím vznikla další, tedy italská, fronta, kam byl následně Hedrich s celým císařským rakousko-uherským 63. pěším plukem převelen. Zde se zapojil do těžkých bojů s italskými jednotkami na řece Soči (Bitvy na Soči). Během těchto bojů se mu dařilo se svojí 6. rotou úspěšně odrážet italské útoky na horském sedle Plöckenpass v Karnských Alpách.
Ke konci prosince téhož roku převzal Hedrich velení 1. roty ze svého 63. pěšího pluku a s touto jednotkou měl na starost úsek v Dalmatském Záhoří. Následně se s 1. rotou účastnil i ofenzívy v jižním Tyrolsku.
V srpnu roku 1916 byl Hedrichův císařský 63. pěší pluku převelen na východní frontu, kde začínaly sílit útoky vojsk carského Ruska. Zde se mu úspěšně dařilo vést svojí rotu a následně byl opět vysoce vyznamenán za své vojenské umění. Na východní frontě bojoval až do počátku března roku 1917, kdy byl během jednoho útoku třikrát zasažen nepřátelskou palbou a následně převezen do polního lazaretu, kde bylo na základě vážnosti jeho zranění rozhodnuto o dalším léčení v zázemí.
Po svém zotavení nastoupil Hedrich výcvikový kurz pro důstojníky generálního štábu, po jehož dokončení byl jmenován úsekovým velitelem u vojenské posádky v severozápadním italském městě Udine. Na tamto postu zůstal Hedrich prakticky až do konce války a den po zániku Rakousko-Uherska byl povýšen do hodnosti Major.

## Meziválečné období
Se zánikem Rakousko-Uherska byl po demobilizaci z armády propuštěn a k počátku února roku 1919 se rozhodl vstoupit do nově vzniklé rumunské armády, kde mu byla udělena hodnost Maior (Major). V nové rumunské armádě se účastnil (stejně jako pozdější spolubojovník z Waffen-SS, Artur Phleps) bojů proti maďarským komunistům v Sedmihradsku. Poté byl k počátku května povýšen do hodnosti Locotenent-colonel (Podplukovník).
V létě roku 1921 byl Hedrich povýšen do hodnosti Colonel (Plukovník) a následně byl jako zkušený veterán z první světové války vybrán mezi několik vyšších důstojníků, kteří se měli podílet na reorganizaci nové královské rumunské armády. Pomáhal tak vybudovat a rozvíjet vojenské posádky ve městech Iași, Galați a Chemowitz.
Posléze byl Hedrich odvelen do rumunské Bistritzi, kde byl u místní divize jmenován do funkce velitele pluku a zástupce velitele divize. Odtud byl s konečnou platností k 14. březnu roku 1938 penzionován.

## Druhá světová válka
Vypuknutí druhé světové války s sebou přineslo mobilizaci i do Rumunska a tak byl Hedrich povolán zpět do služby a byl ve své poslední hodnosti jmenován do funkce velitele záložního pluku "Arad" (Reserve Infanterie Regiment "Arad"). Avšak Druhá vídeňská arbitráž ze 30. srpna roku 1940 rozhodla, že Sedmihradsko, které bylo v roce 1918 přidělenu Rumunsku, bude navráceno zpět Maďarsku.
Následkem toho se Hedrich stal občanem Maďarska a jeho služba v rumunské armádě byla považována maďarskou vládou za projev zrady. Po pěti měsících naschválů a šikanování z maďarské strany se Hedrich dohodl s maďarským generálem Barthou von Dalnokfalvou, že bude s konečnou platností přijat v hodnosti kapitána do maďarského generálního štábu. Následně na to vstoupil do maďarské odnože nacistické strany.
Hedrich se obával další perzekuce a tak se rozhodl uprchnout se svojí rodinou do nacistického Německa. V nacistické Říši se Hedrich rozhodl vstoupit k jednotkám Waffen-SS, kde mu byla udělena hodnost SS-Standartenführer der Reserve (Plukovník v záloze). Následně byl zařazen k 7. dobrovolnické horské divizi SS „Prinz Eugen“, kde sloužil pod velením svého starého přítele z rumunské armády, SS-Gruppenführera Artura Phlepse, jako jeho zástupce a velitel pěchoty.
V lednu roku 1943 byl jmenován velitelem smíšené bojové skupiny, jež byla součástí jednotek určených k potlačení partyzánských sil v Jugoslávii. Skupina byla tvořena několika pěšími horskými prapory, jedním dělostřeleckým praporem, protiletadlovou baterií, ženijním oddílem a divizním lyžarskou sekcí. Ve velení však Hedrich zůstal necelý měsíc, neboť převzal velení 13. horského dobrovolnického pluku SS (SS-Freiwilligen-Gebirgsjägerregiment 13). V průběhu dubna však Hedrich onemocněl a musel být ve velení pluku vystřídán SS-Obersturmbannführerem Heinrichem Petersenem.
Po svém zotavení v červnu téhož roku byl Hedrich zařazen k hlavnímu velícímu úřadu SS (SS-Führungshauptamt), kde sloužil jako inspektor pod velením SS-Gruppenführera Waltera Krügera u inspekce horských jednotek SS. Zde byl také k 21. červnu roku 1943 povýšen do hodnosti SS-Oberführer der Reserve (Starší plukovník v záloze).

## Život po druhé světové válce
Poté, co byl na konci války v roce 1945 zajat americkými jednotkami, byl držen v zajetí až do prosince roku 1947, kdy byl propuštěn z nemocnice spadající pod zajatecký tábor u Garmisch-Partenkirchenu v Bavorsku.
Následně se svojí rodinou odstěhoval do bavorského města Marktoberdorf, kde se živil jako spisovatel a horal. Zemřel 1. února roku 1975 v bavorském Marktoberdorfu ve věku nedožitých 95. narozenin.

## Shrnutí vojenské kariéry

### Data povýšení
- Kadettoffizierstellvertreter - 18. srpen, 1898 (Vstoupil do rakousko-uherské armády)
- Leutnant - 1. listopad, 1899
- Oberleutnant - 1. květen, 1905
- Hauptmann - 1. květen, 1913
- Major - 1. listopad, 1918
- Maior - 1. únor, 1919 (Vstoupil do rumunské armády)
- Locotenent-colonel - 1. květen, 1919
- Colonel - 2. červen, 1921
- SS-Standartenführer der Reserve - 1. březen, 1942 (Vstoupil do Waffen-SS)
- SS-Oberführer der Reserve - 21. červen, 1943
- SS-Oberführer - 1. červen, 1944
- SS-Brigadeführer und Generalmajor der Waffen-SS - 20. duben, 1945

### Významná vyznamenání
- Železný kříž I. třídy
- Spona k pruskému železnému kříži II. třídy
- Pruský železný kříž II. třídy - (První světová válka)
- Rytířský kříž rakouského císařského Leopoldova řádu s válečnou dekorací a meči - (První světová válka)
- Rakouský řád železné koruny III. třídy s válečnou dekorací a meči - (První světová válka)
- Rakouský císařský vojenský záslužný kříž III. třídy s válečnou dekorací a meči - (První světová válka)
- Rakouská stříbrná válečná medaile za zásluhy na stuze k vojenskému záslužnému kříži - (První světová válka)
- Rakouská bronzová válečná medaile za zásluhy na stuze k vojenskému záslužnému kříži - (První světová válka)
- Rakouský Karl-Truppenkreuz - (První světová válka)
- Medaile za zranění - (První světová válka)
- Rakouské vojenské důstojnické vyznamenání za 20 let služby - (První světová válka)
- Rakouská pamětní medaile císaře Franze Josefa (Období před první světovou válkou)
- Rakouský mobilizační kříž (Období před první světovou válkou)
- Rakouský jubilejní kříž z roku 1908 (Období před první světovou válkou)
- Kříž cti
- Rakouský pamětní kříž cti 1914-1918
- Důstojnický kříž řádu koruny Rumunska
- Rytířský kříž řádu hvězdy Rumunska
- Rumunský přední kříž “Tisa“
- Chorvatský řád železného trojlístku II. třídy - 21. říjen, 1943